# Gewinnvortrag
Der Gewinnvortrag (englisch profit carryforward) ist bei der Bilanzierung eine Bilanzposition, die den nicht verwendeten Rest des Bilanzgewinnes aus dem Vorjahr enthält. Gegensatz ist der Verlustvortrag.

## Allgemeines
Der Gewinnvortrag ist als gesondert auszuweisende Bilanzposition für Kapitalgesellschaften im handelsrechtlichen Gliederungsschema vorgesehen (§ 266 HGB). Er ergibt sich aus der Beschlussfassung der Hauptversammlung oder Gesellschafterversammlung über die Verwendung des Bilanzgewinns des Vorjahres (§ 174 Abs. 2 Nr. 4 AktG, § 29 Abs. 2 GmbHG). Für bestimmte haftungsbeschränkte Personengesellschaften (insbesondere GmbH & Co. KGs) gilt eine vergleichbare Regelung (§ 264c HGB). Bei Personengesellschaften, die nicht unter § 264c HGB fallen (z. B. Kommanditgesellschaften, Offene Handelsgesellschaften), wird der Gewinn nach gesetzlicher Regelung zum Ende des Geschäftsjahres den Gesellschaftern in voller Höhe zugerechnet, so dass kein vorzutragender Gewinn verbleibt. Im Gesellschaftsvertrag kann jedoch vereinbart werden, dass die Gewinnverwendung erst durch Gesellschafterbeschluss erfolgt, so dass prinzipiell bei allen Personengesellschaften je nach Beschlussfassung und gesellschaftsvertraglichen Regelungen Gewinnvorträge entstehen können. 
Der Gewinnvortrag kann zum ganzen oder teilweisen Ausgleich eines im Folgejahr auftretenden Jahresfehlbetrags genutzt werden. Bei Aktiengesellschaften wird der Gewinnvortrag oft nur einen nicht verteilungsfähigen Spitzenbetrag umfassen, der nicht zur Erhöhung der Dividende ausreicht.

## Abgrenzung zum Bilanzgewinn
Wird bereits bei Aufstellung des Jahresabschlusses die ganze oder teilweise Verwendung des Jahresüberschusses berücksichtigt, entfällt der Ausweis eines Gewinnvortrages. Die verbleibende Summe aus Jahresüberschuss und Gewinnvortrag ist dann als Bilanzgewinn darzustellen. Die Berücksichtigung der Ergebnisverwendung bereits bei Aufstellung des Jahresabschlusses ist bei Aktiengesellschaften vorgeschrieben (§ 158 AktG).
Die Entscheidung über die Ergebnisverwendung obliegt grundsätzlich der Hauptversammlung (AG) oder Gesellschafterversammlung (GmbH). Die Ergebnisverwendung, z. B. in Form von Rücklagendotierung, kann aber durch Gesetz oder Satzung vorgeschrieben sein. Das Recht der Hauptversammlung, den Bilanzgewinn als Gewinn vorzutragen, ist ausdrücklich in § 58 Abs. 3 Satz 1 AktG geregelt, für die GmbH gilt § 29. Danach haben die Gesellschafter der GmbH Anspruch auf den Jahresüberschuss zuzüglich eines Gewinnvortrags und abzüglich eines Verlustvortrags. 

## Ermittlung des Gewinnvortrags
Zur Ermittlung des Bilanzgewinns ist nach § 158 AktG die folgende Überleitungsrechnung anzuwenden. Der Gewinnvortrag des laufenden Geschäftsjahres ergibt sich dann aus diesem ermittelten Bilanzgewinn.
```
              
Jahresüberschuss
/
Jahresfehlbetrag
```

```
               - 
Verlustvortrag
 (Vorjahr)
               + Gewinnvortrag (Vorjahr)
```

```
               + 
Entnahmen
 aus   1. 
Kapitalrücklage

                                 2. 
Gewinnrücklagen

                                    a) gesetzlicher Rücklage
                                    b) Rücklage für eigene Anteile
                                    c) satzungsmäßigen Rücklagen
                                    d) anderen Rücklagen
```

```
               - Einstellungen in   a) gesetzliche 
Rücklage

                                    b) Rücklage für eigene Anteile
                                    c) satzungsmäßige Rücklagen
                                    d) andere Rücklagen
 
               = 
Bilanzgewinn
/
Bilanzverlust
```

```
               - 
Dividende

               - Einstellungen in andere Rücklagen
               - zusätzlicher Aufwand
```

```
               = Gewinnvortrag
```

## International
Nach IAS 16.41 ist eine etwaige Neubewertungsrücklage ohne Berührung der Gewinn- und Verlustrechnung direkt zu Gunsten eines Gewinnvortrags aufzulösen. Hier ist der Gewinnvortrag als „angesammeltes Ergebnis“ in einer speziellen Veränderungsrechnung des Eigenkapitals darzustellen. Diese Funktion übernimmt die Überleitungsrechnung des § 158 AktG.